# Philipp von Zesen
Philipp von Zesen, noto anche come Filip Cösius o Caesius (Priorau, 8 ottobre 1619 – Amburgo, 13 novembre 1698), è stato un poeta e scrittore tedesco.
Fu uno dei primi scrittori di professione tedeschi. Il suo romanzo per eccellenza, Die Adriatische Rosemund del 1645 è considerato il primo romanzo della letteratura barocca tedesca. Oltre la prosa, von Zesen praticò anche la poesia e la sua attività ebbe un grande influsso sullo sviluppo della metrica tedesca.

## Biografia
Von Zesen nacque a Priorau, presso Dessau, figlio del pastore luterano Philipp Zesen e della moglie di quest'ultimo Dorthe. La sua casa natale è ancor oggi conservata proprio presso Priorau, piccolo centro della Sassonia-Anhalt. A 16 anni frequentò il Ginnasio ad Halle, discepolo di Christian Gueintz, il quale già allora, accortosi del talento del giovane, lo presentò alla vicina corte di Köthen. Dal 1639 al 1641 studiò retorica e poesia all'Università di Wittenberg presso August Buchner. Dal 1641 si trasferì ad Amburgo.
Gli anni che seguirono la sua formazione furono caratterizzati dalla ricerca di un impiego e dai frequenti spostamenti di residenza oltre che da disagi finanziari. Più volte si candidò presso le corti, ma invano. Gli ultimi anni della Guerra dei trent'anni (1642-1648) li trascorse principalmente nei Paesi Bassi, ad Amsterdam, Leida ed Utrecht dove riuscì a lavorare come traduttore e correttore per alcuni editori olandesi. Von Zesen riuscì anche a compiere lunghi viaggi a Londra, Parigi, nel Baltico e in Danimarca.
Dal 1648 al 1656 tornò ad abitare presso la casa dei genitori a Priorau e fu finalmente accettato, dopo una visita alla corte di Köhten, alla Fruchtbringende Gesellschaft, il corrispettivo in Germania dell'italiana Accademia della Crusca.
Il principe locale Johann Kasimir von Anhalt-Dessau rimase paralizzato nel 1652 a causa di un incidente a caccia e von Zesen trascorse perciò parecchi anni come letterato e uomo di compagnia alla corte del principe a Dessau.
Nel 1653 al Parlamento di Ratisbona fu nobilitato dall'imperatore Ferdinando III e, nel 1667 innalzato al rango di Conte di Corte Palatina.
Dal 1656 ottenne un nuovo lavoro nei Paesi Bassi, ad Amsterdam. Nel 1662 ottenne la cittadinanza olandese e divenne uno dei principali collaboratori della casa editrice Elsevier.
Nel 1672, all'età di 53 anni, sposò la commerciante di lino Maria Becker, con la quale trascorse gli ultimi anni della propria vita ad Amburgo.

## Importanza letteraria
Von Zesen si cimentò in quasi tutti i generi letterari. Le sue opere sono cariche di impegno letterario e linguistico. Nei suoi romanzi e nelle sue poesia vi troviamo anche significati teologici e spiritualisti, trasmessi attraverso contenuti di ispirazione biblica. Non va dimenticato che si tratta degli anni in cui ste nascendo il Pietismo.
A causa dell'utilizzo di una talvolta scurrile ortografia (egli si riteneva un riformatore di lingua, versi e ortografia e un purista nella lingua tanto da voler ampliare con neologismi il vocabolario tedesco) l'affiliazione alla Fruchtbringende Gesellschaft (lett. Accademia fruttifera, che porta frutti, quindi risultati) gli fu negata per molto tempo.
Come soprannome nell'Accademia tedesca (anche nell'Accademia della Crusca si era soliti attribuire soprannomi agli accademici) gli fu conferito "der Wohlsetzende" e il motto "der Natur nach". In occasione della sua ammissione scrissi una strofa in versi classificata oggi come n° 521 nel libro degli Accademici di Köthen:
Wolsetzend der Natur, bin ich hier genant,
Weil uns das Ruhrkraut pflegt im leibe wol Zu setzen
Was ungesundes drin: Also muß wol bekant
Und flüßig sein die schrift, die einen sol ergetzen:
Man sich für neurung hüt' in ieder kunst und stand,
Das man nicht red' darvon und ursach sey Zu schertzen:
Wer dan aufbringen wil was neues, nehm in acht
Das er es stell'und schreib' aus gutem vorbedacht.
Sempre per interessi letterari Zesen fonda già nel 1642 (sette anni prima, quindi, di essere accettato presso la Fruchtbringende Gesellschaft) la società letteraria "Deutsch-Zunfft" (lett. Congrega tedesca). L'anno successivo questa società confluì nella "Deutschgesinnte Genossenschaft". Anche questa Accademia aveva il compito di preservare la purezza della lingua tedesca, in particolare dai forestierismi.
Nell'insieme Zesen scrisse circa 90 libri di tutti i generi poetici prima di morire ad Amburgo all'età di 70 anni.

## Opere (scelta)
- Melpomene (1638), Lirica
- Deutscher Helicon (1640),
- Himmlische Kleio (1641), Lirica
- FrühlingsLust oder Lob-, Lust- und Liebeslieder (1642), Raccolta di poesie
- Poetischer Rosen-Wälder Vorschmack (1642), Poesia pastorale
- Hooch-Deutsche Spraachübrung, (1643,) Dissertazione di teoria letteraria
- Liebesbeschreibung Lysanders und Kalisten (1644), traduzione di Lysandre et Caliste di Vital d'Audiguier
- Die Adriatische Rosemund (1645), Romanzo
- Lustinne (1645), Raccolta di poesia
- Die afrikanische Sofonisbe (1646), Romanzo
- Kurze gründl. Anleitung zur Höflichkeit (1649)
- Leo Belgicus (1656), Romanzo
- Beschreibung der Stadt Amsterdam (trad. Descrizione della città di Amsterdam) (1664)
- Schöne Hamburgerin (1668) Canzone
- Assenat (1670) Romanzo a tema biblico
- Reiselieder (1677)
- Simson (1679) Romanzo a tema biblico

## Germanizzazioni

### Germanizzazioni vincenti
Tipico dell'epoca e della Fruchtbringende Gesellschaft era di purificare la lingua tedesca dai frequenti forestierismi, in particolare gallicismi, cioè dall'invasione di termini francesi nella lingua tedesca. Molti furono i tentativi di "germanizzare" o "tedeschizzare" parole di origine straniera e molti di questi termini introdotti rimasti fino ad oggi in alternativa ai forestierismi sono dovute proprio all'attività di von Zesen.
Ableitung - Derivation (Derivazione in Linguistica), Abstand - Distanz (Distanza), Anschrift - Adresse (Indirizzo), Augenblick - Moment (Momento), Ausflug - Exkursion (Escursione), Beifügung - Apposition (Apposizione), Beistrich - Komma (Virgola)...

### Germanizzazioni senza successo
Altre traduzioni, sebbene curiose ed originali non riuscirono ad entrare nel lessico della lingua tedesca. Alcuni esempi possono essere:
Blitzfeuererregung - Elektrizität (Elettricità), Erzvater - Papst (Papa), Gottestum - Religion (Religione), Jungfernzwinger - Kloster (Monastero), Kirchentisch - Altar (Altare), Tageleuchter - Fenster (Finestra)...